# Acronicta leporina
Espèce
La Noctuelle-Lièvre (Acronicta leporina) est une espèce de lépidoptères (papillons) européens de la famille des Noctuidae et du genre Acronicta. 

## Noms vulgaires
- En français : la Noctuelle-Lièvre[1],[2], l'Acronycte du peuplier[réf. souhaitée].
- En anglais : miller.

## Distribution
Acronicta leporina est présente dans le centre et le Nord de l'Europe.
Elle est répandue en France métropolitaine, à l'exception des zones de climat méditerranéen. 

## Biologie
La chenille se nourrit sur les bouleaux, les aulnes, voire sur les saules ou les peupliers.

## Systématique
L'espèce actuellement appelée Acronicta leporina a été décrite par le naturaliste suédois Carl von Linné en 1758, sous le nom initial de Phalaena leporina.

### Synonymie
- Phalaena leporina Linnaeus, 1758
- Noctua bradyporina Hübner, [1813]
- Acronicta leporina var. bimacula Maassen, 1871
- Apatela sancta H. Edwards, 1888
- Acronycta leporina var. leporella Staudinger, 1888
- Acronycta leporina var. cineracea Graeser, 1888
- Apatela leporina var. moesta Dyar, 1904
- Apatela leporina cretatoides Benjamin, 1935